# Probstberg (Wasgau)
Der Probstberg ist ein 297 m ü. NN hoher Berg im südlichen Rheinland-Pfalz, Deutschland. 

## Lage
Der Berg liegt in unmittelbarer Nähe der deutsch-französischen Grenze im oberen Mundatwald im Wasgau, der vom Südteil des Pfälzerwaldes gebildet wird. Seine West- und Südflanke fallen in das Tal der Wieslauter, seine Ostflanke ins Tal des Reisbachs. Die Nordseite geht mit einem Bergsattel in den Bobenthaler Knopf über. An seiner Südflanke mündet das Alschbächel von rechts in die Wieslauter.
Der Probstberg ist vollständig mit Mischwald bedeckt. Der Gipfel ist ausschließlich über Pfade erreichbar.

## Besonderheiten
Auf dem Berg befindet sich eine Schanze aus dem Spanischen Erbfolgekrieg von 1704. Diese Schanze ist mit dem Ritterstein Nummer 2 gekennzeichnet. 
 Auf dem Sattel zum Bobenthaler Knopf befindet sich der Ritterstein Nummer 3, das sogenannte Löffelskreuz.

## Wanderwege
Entlang seiner Nordflanke verläuft der Prädikatswanderweg Pfälzer Waldpfad.